# Melissa Lauren
Melissa Lauren, född 16 oktober 1984, är en fransk porrskådespelerska. Lauren började sitt yrkesliv som kock på en fransk restaurang i Paris. Sex dagar efter ha läst en artikel om den franske pornografiregissören John B. Root så spelade Lauren in sin första pornografiska film.
Melissa Lauren har även arbetat som porrskådespelare i USA där hon spelat i över 400 filmer, bland annat tillsammans med Ashley Blue, Alex Sanders, Hillary Scott, Layla Rivera, Michael Stefano och Kelly Wells. Hon har även regisserat drygt 15 amerikanska titlar.
Hon är känd i branschen för sina hårdporrscener där deepthroat och analsex ofta ingår. I november 2006 tillkännagav Lauren att hon skulle sluta göra scener med män och hädanefter endast spela med kvinnor. Hon har trots detta spelat in flera scener med män efter 2006.

## Utmärkelser
- 2007 AVN Award for Best Group Sex Scene, Video - Fashionistas Safado: The Challenge (med 11 andra).[1]
- 2007 FICEB Ninfa for Most Original Sex Sequence - Fashionistas Safado (med 11 andra)[2]
- 2008 AVN Award for Best Three-way Sex Scene - Fashionistas Safado: Berlin (med Katsuni och Rocco Siffredi)[3]
- 2008 AVN Award for Best Sex Scene in a Foreign-Shot Production – Furious Fuckers Final Race (med 9 andra)[3]